# Enrique Araya Gómez
Enrique Araya Gómez (Santiago, 28 de septiembre de 1912 - 1994), fue un novelista chileno.

## Biografía
Sus padres fueron Alberto Araya Jacobson y Clementina Gómez Diaz, siendo el cuarto de los seis hermanos.
Realizó sus estudios en Santiago en el Colegio Los Padres Franceses.
Estudió en la Escuela de Derecho del cual nunca se recibió.
Trabajó como funcionario en el Servicio de Impuestos Internos.
Elegido agregado cultural en las embajadas chilenas de Argentina, México y Perú, y elegido cónsul en la embajada chilena de España.
Fue parte de la Sociedad de Escritores de Chile, del PEN Club Internacional y de la Sociedad Argentina de Escritores.
Estuvo casado dos veces, teniendo 16 hijos (8 hijos Araya-Alemparte y 8 Araya-Monge), falleciendo uno después de nacer.
Fue galardonado con el Premio Municipal de Novela en 1948 por La Luna era Mi Tierra.
Vivió solamente de su jubilación y en 1994 muere de cáncer.
Es abuelo del escritor Rafael Gumucio, a través de su hija Isabel, casada con Rafael Luis Gumucio Rivas.

## Sus obras
Sus obras presentan costumbres y personajes del país en torno al humor:
- 1.- La Luna era mi Tierra, 1948.
- 2.- El caracol y la diosa, 1950.
- 3.- El día menos pensado, 1952.
- 4.- Gerardo o los amores de una solterona, 1953.
- 5.- La jaula por dentro, 1955
- 6.- El inútil Hipólito Jara, 1955.
- 7.- Francalia, 1965.
- 8.- La otra cara de la luna, 1966.
- 9.- La tarjeta de dios, 1974.
- 10.- Luz negra, 1978.
- 11.- Siempre en la luna, 1986.
- 12.- Crimen de cuarto cerrado, 1987.
- 13.- El pícaro García, 1988.
- 14.- A pie hacia el infinito, 1994.
- 15.- De la luna a las estrellas1994.